# Malamala Island
Malamala Island är en ö i Fiji.   Den ligger i divisionen Västra divisionen, i den västra delen av landet, 130 km väster om huvudstaden Suva.
Terrängen på Malamala Island är varierad. Öns högsta punkt är 6 meter över havet. 